# Бой у банки Скерки
Бой у банки Скерки (англ. Battle of Skerki Bank; итал. Battaglia del banco di Skerki) — ночной морской бой, произошедший на Средиземном море, в Тунисском проливе в ночь на 2 декабря 1942 года в ходе Второй мировой войны между итало-немецким конвоем, следующим в Северную Африку, и британско-австралийским крейсерским Соединением «Q». Бой закончился полным разгромом конвоя, потерявшим все свои транспортные суда и 1 из эсминцев сопровождения. Союзное Соединение в бою не понесло потерь, но на отходе потеряло от воздушных атак эсминец Quentin.

## Предшествующие события
Немцы и итальянцы в конце ноября 1942 года планировали отправить в Северную Африку четыре конвоя.
Первым был конвой «B», который вышел 30 ноября в 14:30 из Неаполя в Бизерту, на севере Туниса, и состоял из 6 судов (в том числе 2 немецких) в сопровождении четырёх миноносцев (торпедных катеров), позже он был подкреплен 3 эсминцами, вышедшими вслед за миноносцами.
Следующая группа, под кодовым названием конвой «C», образованная из 3 судов, под прикрытием 4 миноносцев, отправилась в тот же день и также из Неаполя в 23:00, целью являлся Триполи.
Третий конвой, под кодовым названием конвой «G», состоящий из парового танкера «Джорджио» (Giorgio, 4887 брт.), в сопровождении эсминца Lampo и миноносца Climene, покинул Палермо 1 декабря в 09:00 часов утра, направившись в Тунис.
Последняя группа, помеченная как конвой «H», вышла также из Палермо часом позже, направляясь в Бизерту. Конвой формировали итальянские транспорты «Авентино» (Aventino, 3794 брт. паровой) и «Пуччини» (Puccini, 2422 брт., моторный), а также немецкое паровое грузовое судно KT-1 (834 брт.) в сопровождении итальянских эсминцев Nicoloso da Recco, Camicia Nera и Folgore и миноносцев Clio и Procione. Уже в море к ним присоединился идущий из Трапани (Западная Сицилия) итальянский пассажирский паром «Аспромонте» (Aspromonte 976 брт.). Командиром конвоя был командир 16-го дивизиона эсминцев командор Альдо Коккиа, державший вымпел на Nicoloso da Recco. Корабли несли на борту 1766 солдат, 32 различных автомобиля, 4 танка, 12 орудий калибра 88 мм и 698 тонн грузов, в том числе 120 тонн боеприпасов, которые перевозил KT-1.
Британская система дешифровки «Uitra» быстро обнаружила вышедшие конвои, кроме того их обнаружение подтвердила авиаразведка. Для перехвата конвоев в 17:05 1 декабря из порта Бон (ныне Аннаба), на северо-востоке Алжира, вышло Соединение «Q», под командованием контр-адмирала Харкорта (Cecil Halliday Jepson Harcourt). Соединение состояло из легких крейсеров Aurora (флагман, коммандер Уильям Гладстон Эгню William Gladstone Agnew), Argonaut (коммандер Эрик Уильям Лонгли Eric William Longley Longley-Cook) и Sirius (Cdr Патрик Уильям Бересфорд Patrick William Beresford Brooking), а также эсминцев Quentin (LCDR. Allen Herbert Percy Noble) и австралийского Quiberon (коммандер Хью Уотерс Шелли Браунинг, Hugh Waters Shelley Browning).
Около 23:00 немцы сообщили Супермарине — итальянскому морскому штабу, что их самолёт на закате заметил британскую эскадру возле мыса Бон. В 23:03 флотская радиостанция перехватила британскую радиограмму. Британская радиограмма позволила Супермарине уловить первые признаки опасности и стало ясно, что вышедшие конвои подвергаются риску, особенно два последних.
Вскоре британские самолёты с Мальты атаковали конвой «G» — танкер «Джорджио» был поврежден торпедой, взят на буксир Climene и поведен в Трапани (танкер был потоплен 21 марта 1943 года около Сицилии британской подводной лодкой Splendid).
Однако, конвой «Н» удалился слишком далеко от берега, чтобы иметь возможность вернуться. Незадолго до полуночи, во главе этой группы шел миноносец Procione с поставленными параванами. Вечером 1 декабря, когда конвой двигался в штиле и в полной темноте, потому что луна была закрыта плотными облаками, над ним появились британские самолёты, которые сбросили светящиеся маркеры, обозначив таким образом его курс.
В то же время итальянское командование прислало сообщение о надвигающейся опасности, которая исходила с севера от Соединения «Q», поэтому коммандер Коккиа решил изменить курс примерно на три мили южнее — подойдя на максимально безопасное расстояние к существовавшим в этом районе неотмеченным минным полям. В 0:01, уже 2 декабря, конвой повернул на 90°, по направлению на юго-юго-восток, а 16 минут спустя Коккиа приказал вернуться на курс запад-юго-запад.
Последствия манёвра оказались трагичными. На немецком KT-1, который следовал за «Пуччини», из-за отсутствия радио приказ не приняли. Он не выполнил команду и по следовал на северо-запад. С другой стороны «Пуччини», при возвращении на прежний курс, в 00:17 ударил форштевнем следовавший впереди «Аспромонте». К счастью, повреждения обоих судов оказались несущественными. Таким образом, конвой рассеялся и к началу боя шел предписанным курсом 240°. Procione с поставленными тралами, находился в 5400 метрах к югу от Nicoloso da Recco. За флагманом, замыкая растянутую колонну, шли «Авентино», Clio и «Аспромонте». «Пуччини» и Folgore находились вместе примерно в 5400 метрах позади Nicoloso da Recco. С противоположной стороны Camicia Nera располагался в 2700 метрах к северу от «Пуччини». Одинокий KT-1 плыл в 6300 метрах к северо-западу от Nicoloso da Recco. В 00:11, когда конвой только рассеялся, он, двигаясь со скоростью в 9 узлов, находился недалеко от банки Скерки (Skerki) у побережья Туниса (37°43′ с. ш. 11°16′ в. д.), на расстоянии около 40 миль к северу от мыса Бон. В этот момент появилось Соединение контр-адмирала Харкорта, идущее курсом 60° со скоростью 20 узлов, нащупало своего противника радаром.

## Ход боя
Корабли союзников в 00:37 выйдя прямо на следующий отдельно от конвоя KT-1, с расстояния около 1600 метров первыми открыли огонь. Удар нанесла следующая головной Aurora. На транспорте произошел взрыв груза боеприпасов, который буквально разметал небольшое судно и оно ушло на дно. Из его экипажа никто не спасся. Argonaut и Quiberon выбрали в качестве цели корабль, находившийся на юго-востоке (видимо, Nicoloso da Recco или Procione), но успеха не имели.
После этого Соединение «Q» нанесло удар по основным силам конвоя. Оно обогнуло горящий остов КТ-1 и повернуло последовательно на зюйд-зюйд-ост.
Nicoloso da Recco в темноте ночи пропустил нападавших, но после того, как всего через минуту с начала атаки, в 0:38, он начал стрелять осветительными снарядами, другие итальянские корабли так же заметили противника.
В 00:39 Aurora дала несколько залпов по ложной цели в северном направлении. Argonaut выпустил торпеду по тонущему немецкому транспорту, а двумя минутами позже вступил в перестрелку с Camicia Nera, находившимся на удачной позиции для пуска торпед. На него же перенесла огонь и Aurora, приняв эсминец за торговое судно. Camicia Nera, защищая корабли с правого фланга конвоя, также открыл огонь, и в 0:43 выпустил три торпеды по левому борту, а следующие 3, в 00:45, по другой цели с правого борта. Главной целью торпед являлась Aurora (по другой версии Sirius, но вероятно, это были две разные цели), которой, однако, удалось избежать удара. После этого итальянский эсминец отошел на север, окруженный разрывами вражеских снарядов, и больше в бою не участвовал.
В 0:46 радар Aurora засек с левого борта «Аспромонте» и «Авентино», после чего Aurora и Argonaut начали обстрел итальянских судов. Находившемуся далее «Аспромонте», удалось временно убежать в темноту.
Sirius обстреливал миноносец Clio и двигающийся в конце конвоя эсминец Folgore. Оказавшись всего в 1000 метрах от кораблей союзников и двигаясь прямо на них, Folgore выпустил в 00:47 три торпеды в Aurora. Как раз в это время Sirius неосмотрительно открыл прожектор, чтобы осветить транспорты. Folgore стремительно развернулся и в 00:50 выпустил по нему оставшиеся три торпеды. Торпеды прошли мимо, хотя итальянцы сообщили о двух попаданиях. Спустя две минуты двигавшийся в юго-западном направлении Folgore был погребен градом снарядов, получив 9 попаданий, большинство калибром 133 мм, с Sirius (по другой версии Argonaut‘a). Он ещё сохранял 27-узловой ход, но из-за интенсивного поступления воды крен быстро достиг 20°, а на его корме полыхал пожар. Тем не менее, корабль использовал имеющиеся снаряды своих 120-мм пушек до самого момента затопления в 01:16, когда эсминец перевернулся через правый борт и затонул, унеся жизни 126 человек, в том числе командира, капитан-лейтенанта Энера Беттика (Ener Bettica).
Миноносец Clio пытался поставить дымовую завесу, которая должна была скрыть сопровождаемые суда, однако безрезультатно. Он периодически вел стрельбу из 100-мм пушек в сторону британских прожекторов и вспышек орудийных выстрелов. В 00:50 эсминец Quiberan покинул строй британского соединения и атаковал итальянский миноносец. Артиллеристы последнего ответили, но не добились попаданий. После этого он отошел, таким образом, избежав повреждений.
Когда завязался бой, Procione обрубил параваны и направился на соединение с флагманом эскорта. Спустя 15 минут, в 00:53, Sirius обнаружил его справа по носу на расстоянии всего в милю и сразу дал залп из всех орудий. На миноносце носовое орудие было сметено за борт вместе с расчетом. Procione отчаянно маневрировал, пытаясь сбить неприятелю наводку, и отошел в юго-западном направлении. Он оказался единственным итальянским кораблем, не сделавшим в ходе боя ни одного выстрела.
В это время Nicoloso da Recco, оставаясь необнаруженным, пересек курс британского соединения прямо перед носом головного крейсера, однако не смог реализовать своего выгодного положения. В 00:55 эсминец открыл огонь с острых углов, маневрируя с целью занять хорошую позицию для пуска торпед. Когда англичане повернули на восток, Nicoloso da Recco замешкался с разворотом и оказался в положении догоняющего.
Тем временем Argonaut и Sirius сосредоточили огонь на транспорте «Пуччини». В 00:58 Argonaut выпустил одну торпеду по нему и вторую по горящему «Авентино». Обе прошли мимо, но в 01:02 в «Авентино» попала торпеда с Sirius. Имея 1100 солдат на борту, он затонул в течение 5 минут после того, как получил в борт торпеду.
В 01:06 транспорт «Пуччини» был обнаружен Quiberan’ом, открывшим по судну огонь. Через 6 минут к нему присоединился Quentin. На судне произошел взрыв, оно было сильно повреждено и горело. «Пуччини» был оставлен экипажем и находящимися в трюме солдатами (днем Camicia Nera добил его торпедой).
В 01:07 Camicia Nera попытался возобновить атаку на крейсера, но был накрыт огнем союзников, однако неприцельным. 7 минут спустя он окончательно вышел из-под их огня.
Скрывшийся было в темноте «Аспромонте», спустя примерно 20 минут был обнаружен при помощи осветительных снарядов. Aurora расстреляла его главным калибром. «Аспромонте» пошел на дно около 1:25 после сильного взрыва.
В 01:21, идущие на восток крейсера дружно развернули свои орудия на подвернувшийся Clio, оказавшийся впереди и справа от них. В течение пяти минут миноносец находился под сосредоточенным огнем, но чудом, повторно, сумел избежать каких бы то ни было повреждений.
Все это время Nicoloso da Recco тщетно пытался выйти на позицию для торпедной атаки. Из-за своего неудачного манёвра в начале боя он оказался в двух с четвертью милях за кормой неприятеля, к тому же, эсминцу пришлось обходить остов тонущего «Авентино». В 01:30, когда англичане легли на обратный курс, эсминец находился на расстоянии около 4000 метров от Sirius, Quiberan и Quentin, и вскоре смог подойти незаметно на расстоянии примерно 2000 метров от противника, но когда он готовился дать залп торпедами, из передней части дымохода Nicoloso da Recco неожиданно предательски вылетели искры, выдав положение корабля. После этого эсминец был поражен четырьмя снарядами. Два из них попали в передний погреб боеприпасов, в котором произошел взрыв, в результате которого все моряки, находящиеся на мостике погибли или получили ранения. Среди последних оказался комодор Коккиа. Всего эсминец потерял 118 человек только убитыми.

## Итоги боя
В 1:35 раздались последние выстрелы, а затем Соединение «Q» без потерь повернуло на базу в Боне. В то же время, сильно повреждённый и выгоревший Nicoloso da Recco был вынужден остановиться по решению главного механика, kpt. mar. Цезаре Петронцелли (Cesare Petroncelli). Силами оставшейся в строю четверти экипажа, под командованием заместителя командира, kmdr. por. Пьетро Риви (Pietro Rivy) пытались потушить пожар. Раненый Коккиа, со сгоревшим лицом, приказал вызвать помощь из Трапани также сильно обгоревшим офицеру связи por. mar. Альфредо Замбрини (Alfredo Zambrini) и радисту сержанту Марио Сфорци. На помощь из этого порта вышли эсминцы Antonio da Noli и Antonio Pigafetta. Около 08:00 на Nicoloso da Recco удалось потушить огонь и запустить машину, и вскоре из Трапани прибыли упомянутые 2 эсминца. С Nicoloso da Recco на Antonio da Noli было переведено около 60 раненых моряков, после чего израненный эсминец начал путь в сопровождении Antonio Pigafetta (по другой версии на его буксире дойдя до вышеуказанного порта). Проводимый на Nicoloso da Recco ремонт в Таранто продлился до июля 1943 года.
В то же время, Camicia Nera и миноносец Clio первыми приступили к спасению выживших с потопленных судов. Приняв 158 человек, Camicia Nera пополудни 2 декабря добил артиллерийским огнем дрейфующие части «Пуччини» и оба корабля вернулись в Трапани в тот же день в 22:00. В свою очередь, Procione 2 декабря в 08:45 достиг Туниса. Некоторых спасшихся подняли на борт Antonio da Noli и Antonio Pigafetta.
Менее чем за час затонули «Авентино», на позиции 37°40′ с. ш. 11°00′ в. д., «Аспромонте» в точке 37°43′ с. ш. 11°15′ в. д., «Пуччини» в 37°40′ с. ш. 11°10′ в. д. (иногда дается положение 37°43′ с. ш. 11°16′ в. д.) и KT-1 в 37°40′ с. ш. 11°05′ в. д.. Folgore затонул в точке 37°40′ с. ш. 11°38′ в. д..
В общей сложности, жертвами Соединения «Q» стали 4 загруженных в большинстве своем солдатами и военной техникой транспортных судна общим тоннажем 8026 брт. и эсминец, а другой эсминец и миноносец были повреждены. На Folgore были убиты или умерли от ран 124 моряка (в том числе 4 офицера), на Nicoloso da Recco 118 (в том числе 5 офицеров) и Procione 3 моряка. На затонувших судах погибли 41 (по другим публикациям 39) членов экипажа «Аспромонте», служащих в военном флоте, кроме того, около 200 моряков военного и коммерческого флота на KT-1 (погиб весь экипаж, насчитывающий 53 человека). «Аспромонте» (экипаж торгового флота), «Пуччини» и «Авентино» потеряли до 1527 (спасли только 239) солдат, перевозимых на двух последних. А общие немецко-итальянские потери, достигли, таким образом, около 2000 матросов и солдат (встречается цифра в 2037 жертв).

## Отход британцев, гибель эсминцаQuentin
Казалось бы, бой завершен, но в дело вступили немецкие и итальянские военно-воздушные силы. Утром 2 декабря, возвращаясь к Бону, Соединение «Q» на расстоянии около 50 миль к северо-востоку от мыса де Гард в восточной части Алжира подверглось нападению вылетевших с Сардинии 12 немецких торпедоносцев Heinkel He.111 из I./KG26 и 4 торпедоносцев Junkers Ju.88 из III./KG26, но налет оказался неэффективным.
Результат был достигнут в следующей атаке, совершенной 13 бомбардировщиками Ju.88 из KG54, базирующихся на Сицилии. Самолёты атаковали в 3-х группах, соответственно в 3, 4 и 6 машин. Уже первые 3 бомбардировщика из I./KG54 достигли успеха — в 06:36 на борту (публикации не уточняют, с какой именно стороны) эсминца Quentin взорвалась 500-килограммовая бомба, в результате чего образовалось огромное отверстие в корпусе. Ещё 4 самолёта из I./KG54 сбросили бомбы вблизи Quentin, у которого уже ушла под воду корма. Он затонул через 4 минуты в точке 37°32′ с. ш. 08°32′ в. д. (по другим публикациям 37°40′ с. ш. 08°55′ в. д.). Экипаж эсминца считал, что Quentin был поражен торпедой, и до сих пор в большинстве исследований это считается причиной гибели. Вместе с эсминцем погибли 11 моряков. Остальных членов экипажа спас Quiberon, который остановился принять выживших, а затем был слегка поврежден осколками бомб, взорвавшихся возле корабля, и сброшенными 6 Ju.88 из последней группы, принадлежащей к III./KG54. Из числа спасенных моряков с Quentin’а один умер 12 декабря в результате полученных ранений. Немецкие самолёты в этой атаке потерь не имели.
В 8:55, спустя более чем 2 часа после потопления Quentin, 8 итальянских торпедоносцев Savoia-Marchetti SM.79 Sparviero из 130-й группы взлетели с базы Элмас на Сардинии. 5 машин принадлежали к 283-й эскадрилье, но самолёт командира эскадрильи был вынужден вернуться, а остальные 3 машины представляли 280-ю эскадрилью. Эти семь самолётов атаковали Соединение «Q» в водах к северу от Бизерты, но на помощь кораблям прибыли 2 британских истребителя Spitfire из 242-й эскадрильи RAF, а вскоре к ним присоединился Spitfire командира 322-го крыла RAF. В результате воздушного боя были повреждены 4 итальянских самолёта. Пилоты остальных 3-х машин заявили о попадании торпед в крейсер и грузовое судно (!). Последнее являлось плодом их воображения, хотя этим самолётам ошибочно приписывают потопление Quentin. На самом деле, он был послан ко дну ранее упомянутым немецким бомбардировщиком. С британской стороны был сбит Spitfire из 242-й эскадрильи, чей пилот выпрыгнул с парашютом, но, к сожалению, не был найден.
13 декабря обновленное Соединение «Q», состоящее на этот раз из Aurora и Argonaut, а также эсминцев Eskimo и Quality, вышло из Бона на перехват очередного конвоя. Утром 14 декабря Argonaut подвергся нападению со стороны итальянской подводной лодки Mocenigo, которая поразила его двумя торпедами с правого борта в носовой и кормовой части корабля, вызвав отрыв обеих оконечностей. При этом погибло трое матросов. Потом была предпринята атака итальянского самолёта, бомбы которого взорвались рядом с правым бортом корабля, вызвав дальнейшие повреждения. Соединение прекратило свой выход и повернуло обратно. Поврежденный Argonaut восстанавливался в Филадельфии, в Соединенных Штатах, до ноября 1943 года.